# Antoni Giełgud
Antoni Giełgud (ou Antanas Gelgaudas, né en 1792 et décédé le 13 juillet 1831 près de Klaipeda) est un général polonais, brigadier général du Royaume du Congrès, a pris part aux campagnes Napoléoniennes de 1812 et au soulèvement de l'Insurrection de Novembre. Il est le fils de Michał Giełgud et Eleonora née Tyszkiewicz.

## Sources
- (pl) Cet article est partiellement ou en totalité issu de l’article de Wikipédia en polonais intitulé « Antoni Giełgud » (voir la liste des auteurs).